# Rifle Ferguson
O Rifle Ferguson foi um dos primeiros, se não o primeiro, rifle de carregamento pela culatra (retrocarga) a ser colocado em serviço pelos militares britânicos. Ele disparava uma bala de carabina britânica padrão de calibre .615" e foi usado pelo Exército Britânico na Guerra Revolucionária Americana na Batalha de Brandywine em 1777, e possivelmente no Cerco de Charleston em 1780.
Seu poder de fogo superior não foi apreciado na época porque era muito caro e demorava mais para ser produzido - os quatro armeiros que fabricavam o rifle Ferguson não chegaram a produzir 100 unidades em 6 meses a um custo unitário de £4, cerca do dobro do custo de um mosquete contemporâneo.

## O projeto

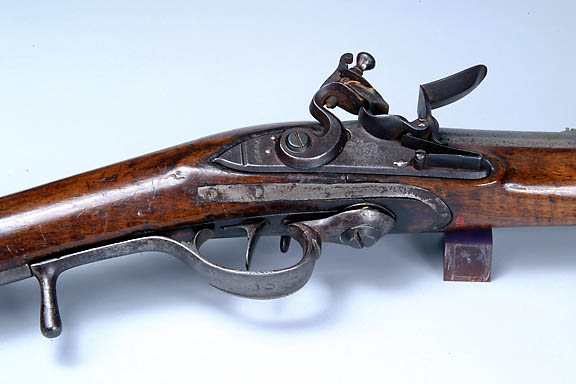
Close do curioso mecanismo de ação do rifle Ferguson.

A culatra da arma é fechada por 11 roscas iniciais em um parafuso cônico, e o guarda-mato serve como manivela para girá-lo. Uma volta completa abaixa o parafuso o suficiente para permitir a inserção de uma bala esférica na culatra exposta seguida por uma leve sobrecarga de pólvora, que era então diminuída para a carga adequada pelo parafuso quando ele fechasse a culatra. Como a arma era carregada pela culatra, e não pelo cano, ela tinha uma taxa de tiro incrivelmente alta durante o dia e, em mãos hábeis, disparava de seis a dez tiros por minuto.

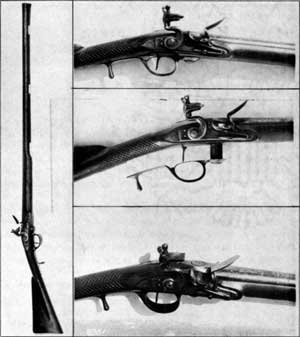
O mecanismo de ação do rifle Ferguson em várias posições.

O mecanismo de ação foi adaptado pelo Major Patrick Ferguson em 1720 e redesenhado por volta de 1770, a partir de um projeto anterior, de 1704, proposto por Isaac de la Chaumette. Ferguson recebeu uma patente inglesa em dezembro de 1776 (número 1139) sobre os detalhes do projeto.
Aproximadamente cem desses rifles de artilharia foram fabricados por quatro firmas de armas britânicas, sendo a Durs Egg a mais notável, e foram fornecidos à unidade de Ferguson quando seus membros foram retirados de várias unidades de infantaria leve do exército do General Howe. A maior batalha na qual os rifles foram usados foi a Batalha de Brandywine, na qual Ferguson foi ferido. Enquanto ele se recuperava, seu "Experimental Rifle Corps" foi posteriormente dissolvido. Isso de forma alguma foi devido a "perdas excessivas" ou quaisquer maquinações políticas; a unidade era um experimento e os homens sempre deveriam retornar às suas unidades originais.
Os homens de Ferguson voltaram às unidades de infantaria leve de onde tinham vindo originalmente, e seus rifles foram eventualmente substituídos pelo mosquete padrão "Long Land". Alguns historiadores Relatam que os rifles sobreviventes aparentemente foram armazenados em Nova York. Mas como a maioria dos rifles Ferguson sobreviventes conhecidos nos Estados Unidos hoje foram espólios de guerra levados para o norte durante a Guerra Civil Americana, o uso dessas armas permanece em disputa quanto a qualquer possível implantação de rifles Ferguson no teatro sul da Guerra Revolucionária Americana.
As duas principais razões pelas quais os rifles Ferguson não foram usados pelo restante do Exército:
- A arma era difícil e cara de produzir usando o pequeno armeiro descentralizado e o sistema de subcontratação em uso para fornecer o material bélico no início da Revolução Industrial na Grã-Bretanha.
- As armas quebraram facilmente em combate, especialmente na madeira da coronha ao redor do encaixe do mecanismo de ação. O mecanismo de trava e a culatra eram maiores do que a coronha poderia suportar com uso em combate. Todos os rifles Ferguson militares sobreviventes apresentam um reparo de ferro em forma de ferradura sob o mecanismo de ação para segurar a coronha onde ela quebrava repetidamente em torno do encaixe fraco do parafuso.

No entanto, apesar de uma afirmação infundada de que um dos mecanismos de ação foi encontrado no local da Batalha de Kings Mountain, na Carolina do Norte, onde Ferguson foi morto em combate em 1780, o único pedaço de rifle Ferguson já encontrado na América a partir de uma arma usada em ação, é um guarda-mato encontrado nas escavações de um acampamento do exército britânico na cidade de Nova York. A única associação que o rifle Ferguson tem com a "Batalha de Kings Mountain" é que Patrick Ferguson estava lá.
A experiência com as primeiras réplicas modernas, feitas antes do parafuso e passo da rosca adequados do bloqueio da culatra serem redescobertos, parecia indicar que, embora a recarga fosse rápida, seria necessário lubrificar o parafuso da culatra (originalmente com uma mistura de cera de abelha e sebo) ou então o rifle (réplica) sujaria tanto que precisaria ser limpo após três ou quatro tiros. No entanto, através dos esforços de pesquisa de DeWitt Bailey e outros, uma reprodução do rifle Ferguson adequada, feita de acordo com as especificações de Patrick Ferguson da década de 1770, pode disparar mais de quarenta e oito tiros sem problemas.

## Na cultura popular
- The Ferguson Rifle, um livro de Louis L'Amour, não é sobre o rifle especificamente, mas sim uma história de ficção histórica sobre alguém indo para o oeste que recebeu um dos rifles de Ferguson.
- O rifle foi usado por Dewey Lambdin para seu personagem Alan Lewrie, que pegou um em Yorktown.
- O videogame Empire: Total War tem uma unidade de "Ferguson Riflemen", que usa o rifle Ferguson e é uma unidade única que pode ser recrutada pela Grã-Bretanha.
- No videogame Rise of Liberty, o rifle Ferguson aparece como uma arma selecionável. No jogo, ele recarrega de forma realista, usando um mecanismo de recarga de violação. Estranhamente, é utilizável tanto pelos colonos como pelos britânicos, apesar de ser apenas historicamente utilizado por estes últimos.
- No videogame Gun, um rifle Ferguson é usado por Ned White, o pai do protagonista Colton White. É o terceiro de três rifles de tiro único (os dois primeiros são rifles de atirador de longo alcance) e o segundo de dois rifles padrão adquiridos no jogo, sendo o outro um repetidor Winchester 1866.
- No livro On Basilisk Station, o primeiro livro da série Honor Harrington de David Weber, uma arma de fogo alienígena é comparada a um rifle Ferguson.[5]
- O rifle é mencionado várias vezes no livro Nelson's Fighting Cocks, de Geoffrey Watson.
- No livro Like A Mighty Army, o sétimo livro da série "Safehold" de David Weber, um designer de armas para o antagonista, a igreja estabelecida, inventa um rifle Ferguson.[6]
- O romance de Thomas Keneally, vencedor de Miles Franklin em 1967, Bring Larks and Heroes, começa com o jovem cabo Halloran caminhando pelo mato "australiano" nos primeiros dias do assentamento de condenados. "Qualquer pessoa que conhecesse armas de fogo teria grande interesse no mosquete [sic] que ele tem na mão direita. É um modelo raro que geralmente fica pendurado no escritório do comandante da companhia." Depois, no capítulo 3: "Halloran carregava ... um Ferguson de carregamento por culatra, uma maravilha de sua época, capaz de derrubar três homens por minuto."
- Em S2E3 da série 'Frontier' da Netflix, o personagem Declan Harp e 2 companheiros são alvejados por um caçador de recompensas armado com um rifle Ferguson. Charlie, um dos companheiros, e um escravo anteriormente libertado por Harp, identifica o rifle Ferguson pela alta taxa de tiro do caçador de recompensas e avisa Harp do alcance de 300 jardas do rifle. Harp mais tarde danifica o rifle com uma machadinha.
- No livro King's Mountain, de Sharyn McCrumb, o Rifle Ferguson é mencionado em grande detalhe e também a história de seu desenvolvimento é contada em um estilo bastante preciso. Patrick Ferguson é, naturalmente, um personagem principal nesta peça de ficção histórica, mas os detalhes históricos são representados corretamente. O Rifle Ferguson é contado como um catalisador emocional para as ações e frustrações de Patrick Ferguson, e ele é mencionado como falando do rifle com grande frustração. O relato do julgamento da arma, e seu subsequente ferimento, é recontado no livro pelo próprio personagem Ferguson. Há um pouco de licença poética quando Ferguson afirma que teve a oportunidade de atirar em George Washington com a arma, mas foi impedido pelo comportamento "aristocrático" do homem.

Um Rifle Furgeson é carregado em "The Stonecroft Saga" por B.N.Rundell, ele foi coletado durante a Guerra Revolucionária e levado para o oeste. O carregamento da culatra não é bem descrito, mas a alta taxa de tiro tira os exploradores de alguns apuros.